# Детонація (акустика)
Детонація в акустиці — спотворення звуку в результаті частотної модуляції стороннім сигналом з частотою 0,2 — 200 Гц, наприклад коливаннями швидкості протягання магнітної стрічки.
В англомовній літературі терміну детонація відповідає термін wow and flutter (де wow — «повільна» детонація («плавання» звуку), flutter — «швидка»)

## Природа спотворень

Настройка детонометра за IEC 386 оптимізована для області 1-10 Гц, і не чутлива до області вище 20 КГц.

Основні джерела детонації — неоднорідність швидкості обертання електродвигунів; неоднорідне зношення деталей механізму; вібрації, породжені тертям деталей механізму і самої стрічки. Детонація в діапазоні 15-100 Гц є однією з причин того, що в механізмах магнітофонів і програвачів грамплатівок низького і середнього класу (без кварцової стабілізації частоти) домінує пасовий привід: гумові пассики ефективно згладжують неоднорідності швидкості обертання електродвигуна (при прямому приводі ведучого вала всі ці неоднорідності передавалися б безпосередньо носію (стрічці чи платівці)).

## Вимірювання
Детонація чисельно оцінюється коефіцієнтом детонації — «коефіцієнтом паразитної частотної модуляції, виміряної за умов оцінки, відповідної середньому суб'єктивному сприйняттю цієї модуляції» (ГОСТ 11948-78). «Умови оцінки» припускають, що різним частотним складовим детонації присвоюються різні ваги, відповідні, з точки зору розробника стандарту, значимості цих частот для усередненого слухача.
Для вимірювання детонації використовуються зразкові стрічки (пластинки) із записом чистого гармонійного тону 3,15 кГц (саме до цієї частотної області найбільш чутливий слух людини). Відтворений сигнал аналізується аналоговим або цифровим детонометром. Виділений модулюючий сигнал пропускається через зважуючий фільтр, налаштований у відповідності з обраним стандартом. Фільтри, як правило, оптимізовані під область 1-10 Гц і «завалюють» частоти вище 10 Гц, тому низький виміряний показник не гарантує дійсно якісних параметрів механізму протягування стрічки.

Більш простим способом оцінювання детонації для програвачів пластинок пропонують сучасні сенсори - невід'ємна частина смартфонів. 

## Сприйняття людиною
Рух аналогового носія звукового сигналу (магнітної стрічки, звукової доріжки грамплатівки) не є ідеально лінійним; механічні недосконалості приводу породжують гармонічні і аперіодичні коливання швидкості, які і модулюють корисний сигнал. Сприйняття такої модуляції людиною залежить від модулюючої частоти:
- до 4 Гц — «плавання» звуку;
- 5-15 Гц — «дроблення»;
- 15-25 Гц — «тремтіння»;
- 25-100 Гц — «хриплість», «бруд» на середніх частотах;
- понад 100 Гц — додаткові тони (явно чутні призвуки).

Рівень детонації, що однозначно сприймається людиною як дефект звуку, залежить від змісту звукового матеріалу. Слух людини усереднює відчуття детонації за час порядку 0,1 с, тому короткочасні, разові скачки швидкості проходять непоміченими. Розпізнавання детонації з частотами в діапазоні 15-100 Гц є відносно складним, оскільки нетренований слухач не в змозі відрізнити «бруд» детонації від аналогічних спотворень іншої природи.